# Schnickschnack
Schnickschnack war eine deutsche Spielshow, die 1975 bis 1977 von der ARD produziert und ausgestrahlt wurde. Die erste Ausgabe lief am 15. April 1975.
Die 45-minütige Show wurde zunächst unregelmäßig dienstags im Abendprogramm gezeigt. Später, nach Kürzung der Sendezeit auf 30 Minuten, wurde die Sendung auf den Samstagnachmittag verlegt.
Moderator der Show war Klaus Wildbolz. Die Regie hatte Frank Strecker.
Das Konzept der Show basierte auf dem amerikanischen Showformat The Match Game. Unter diesem Titel waren zuvor einige Testsendungen im Regionalprogramm Südwest 3 ausgestrahlt worden.
Das Prominententeam bestand aus einem rotierenden Pool an Showstars. Häufigste Teilnehmer waren Hellmut Lange, Wolfgang Spier, Mary Roos, Caterina Valente, Karl Dall, Heinz Schenk, Klaus Havenstein, Edith Hancke, Vivi Bach, Beate Hasenau, Elke Sommer und Roberto Blanco.
Die Spielshow wurde 1991 vom NDR Fernsehen unter dem Titel Punkt Punkt Punkt adaptiert. Sie lief von 1992 bis 1994 dann bei Sat.1 und wurde von Mike Krüger moderiert.

## Das Spielprinzip
Es spielten jeweils zwei Kandidaten mit den anwesenden sechs prominenten Rategästen.
Der Moderator gab einen Satz vor und ersetzte ein Wort durch den Begriff Schnickschnack.
Beispiel: Peter traute sich ohne seinen Schnickschnack nicht mehr nach Hause.
Die sechs Prominenten schrieben dann Begriffe auf, die ihrer Meinung nach in die Lücke passten. Dabei achteten sie darauf, dass die Begriffe möglichst lustig und albern waren.
Die Kandidaten mussten anschließend die Begriffe der Prominenten erraten; für jede Übereinstimmung gab es Punkte.
Zum Spielprinzip gehörte auch der Superschnickschnack. Hier wurde vom Moderator der Teil eines Begriffes genannt, z. B. Kinder-Schnickschnack. Die Kandidaten ergänzten den Begriff dann z. B. mit Kinderwagen, Kindergeld, Kinderlied. Der Begriff, der in einer Umfrage am häufigsten genannt worden war, war der Superschnickschnack; diesen galt es zu erraten.

## Liste der ARD-Ausstrahlungen
| Sendedatum           | Folge | Gäste                                                                                    |
| -------------------- | ----- | ---------------------------------------------------------------------------------------- |
| Dienstag, 15.04.1975 | 01    | Ernst H. Hilbich Caterina Valente Karl Dall Senta Berger Harald Scherer Ortrud Beginnen  |
| Dienstag, 13.05.1975 | 02    | Horst Janson Caterina Valente Wolfgang Spier Senta Berger Harald Scherer Ortrud Beginnen |
| Dienstag, 10.06.1975 | 03    | Hellmut Lange Caterina Valente Ernst H. Hilbich Mary Roos Wolfgang Spier Henning Venske  |
| Dienstag, 15.07.1975 | 04    | Horst Janson Mary Roos Heinz Eckner Senta Berger Theo Lingen Wolfgang Spier              |
| Dienstag, 19.08.1975 | 05    | Horst Janson Ulrike Meyfarth Karl Dall Senta Berger Theo Lingen Wolfgang Spier           |
| Dienstag, 16.09.1975 | 06    |                                                                                          |
| Dienstag, 14.10.1975 | 07    |                                                                                          |
| Dienstag, 11.11.1975 | 08    |                                                                                          |
| Dienstag, 02.12.1975 | 09    |                                                                                          |
| Samstag, 10.04.1976  | 10    |                                                                                          |
| Samstag, 17.04.1976  | 11    |                                                                                          |
| Samstag, 24.04.1976  | 12    |                                                                                          |
| Samstag, 01.05.1976  | 13    |                                                                                          |
| Samstag, 08.05.1976  | 14    |                                                                                          |
| Samstag, 15.05.1976  | 15    |                                                                                          |
| Samstag, 22.05.1976  | 16    |                                                                                          |
| Samstag, 16.04.1977  | 17    |                                                                                          |
| Samstag, 23.04.1977  | 18    |                                                                                          |
| Samstag, 30.04.1977  | 19    |                                                                                          |
| Samstag, 07.05.1977  | 20    |                                                                                          |
| Samstag, 14.05.1977  | 21    |                                                                                          |
| Samstag, 21.05.1977  | 22    |                                                                                          |